# Joop Carp
Johan Robert Carp, detto Joop (Comal, 30 gennaio 1897 – Johannesburg, 25 marzo 1962), è stato un velista olandese.

## Palmarès

### Olimpiadi
- 2 medaglie:
  - 1 oro (Anversa 1920 nella classe 6.5 metri)
  - 1 bronzo (Parigi 1924 nella classe 6 metri)